# Batton Lash
Pour les articles homonymes, voir Lash.
 (mai 2020).
Si vous disposez d'ouvrages ou d'articles de référence ou si vous connaissez des sites web de qualité traitant du thème abordé ici, merci de compléter l'article en donnant les références utiles à sa vérifiabilité et en les liant à la section « Notes et références ».
Batton Lash (né le 29 octobre 1953 et mort 12 janvier 2019) est un auteur de bande dessinée américain principalement connu pour avoir créé puis animé de 1979 à sa mort sa série humoristique Les Avocats du surnaturel (en) (également traduite sous le nom Wolff & Byrd).

## Publications en français
- Wolff & Byrd (en) : Avocats du macabre  (trad. de l'anglais), Cambrai, Bulle Dog, 2002, 95 p. (ISBN 2-84625-013-8).
- Les Avocats du surnaturel (en), Audie, coll. « Fluide glacial » :

1. Les Avocats du surnaturel #1, 2015  (ISBN 978-2-352-07588-2).
2. Les Avocats du surnaturel #1, 2016  (ISBN 978-2-352-07589-9).